# Association sportive Orange Nassau
 (avril 2017).
Si vous disposez d'ouvrages ou d'articles de référence ou si vous connaissez des sites web de qualité traitant du thème abordé ici, merci de compléter l'article en donnant les références utiles à sa vérifiabilité et en les liant à la section « Notes et références ».
L'Association Sportive Orange Nassau est un club de volley-ball basé à Orange (Vaucluse) et évoluant pour la saison 2017-2018 en Ligue B (deuxième niveau national).

## Historique
(avril 2017).
- 1964 :  Création du club omnisports (football, handball, basket-ball, tennis de table, gymnastique et volley-ball) par les rapatriés d’Afrique du Nord installés dans la nouvelle banlieue nord d’Orange (cité de fourches vieilles) sous le nom, Association sportive Orange Nord.
- 10 mai 1969 : Le club omnisports change de nom et devient l'Association sportive Orange Nassau.
- 1998 : Fin de l'association multisports, seule le club de volley-ball est conservé.
- 2002 : Montée en Nationale 3.
- 2006 : Montée en Nationale 2.
- 2007 : Champion de France de Nationale 2 et montée en Nationale 1.
- 2009 : Montée en Ligue B.
- 2013 : L'ASON termine 2e de la saison régulière de Ligue B (le meilleur classement de son histoire), mais sa qualification pour les play-offs, acquise sur le terrain, est refusée par la Commission d'Aide et de Contrôle des Clubs Professionnels (CACCP) de la DNACG pour une mauvaise tenue de la comptabilité du club ainsi qu'une communication répétée d'informations inexactes [1].
- 2016 : Vainqueur de la Coupe de France Fédérale et montée en Ligue B Masculine.

## Palmarès
- Championnat de France de Nationale 2 (1)
  - Vainqueur : 2007

- Coupe de France Fédérale (1)
  - Vainqueur : 2016

## Entraîneurs
- Dragan Mihailović
- 2013-2014 :  Marko Klok

## Effectifs

### Saison 2013-2014 (Ligue B)
| No | Nom                | Date de naissance | Taille | Poids | Poste                   |
| -- | ------------------ | ----------------- | ------ | ----- | ----------------------- |
| 3  | Nessim Tizi Oualou | 17 juillet 1996   | 182    |       |                         |
| 4  | Jelle Ribbens      | 17 mars 1992      | 183    | 73    | Libero                  |
| 6  | Jaromír Koláčný    | 25 avril 1980     | 200    | 94    | Attaquant               |
| 7  | Maxime Mourier     | 14 septembre 1987 | 195    |       | Passeur                 |
| 8  | Guillaume Di Betta | 8 septembre 1994  | 204    |       | Réceptionneur-attaquant |
| 10 | Freddy Saelens     | 6 août 1981       | 200    |       | Central                 |
| 11 | Christian Fuahea   | 26 octobre 1982   | 197    |       | Central                 |
| 13 | Daniel Petrov      | 7 juillet 1991    | 192    |       | Passeur                 |
| 15 | David Eugene       | 18 septembre 1986 | 182    |       | Réceptionneur-attaquant |
| 16 | Sime Vulin         | 14 septembre 1987 | 211    |       | Central                 |
| 19 | Max Staples        | 14 septembre 1987 | 193    |       | Réceptionneur-attaquant |
| 19 | Martel Bosqui      | 27 octobre 1981   | 195    |       | Central                 |
|    | Marko Klok         |                   |        |       | Entraîneur              |
| ?  |                    |                   |        |       |                         |